# 光善寺駅

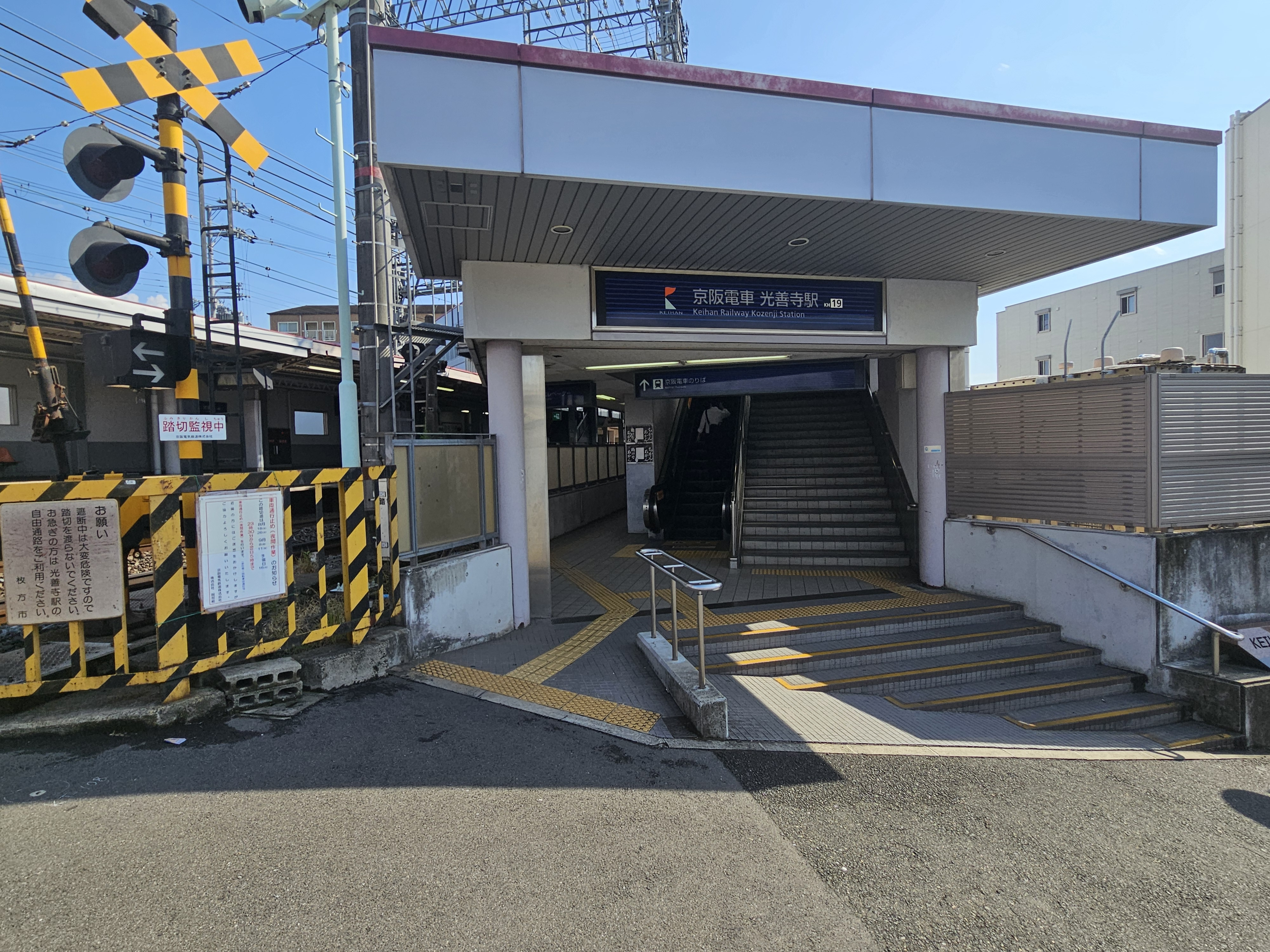
西口（2025年8月）

光善寺駅（こうぜんじえき）は、大阪府枚方市北中振一丁目にある、京阪電気鉄道京阪本線の駅。駅番号はKH19。

## 概要
枚方市内では最南西部に位置する駅で、中振地区の拠点。駅名の由来となった光善寺は当駅から北西に約1 kmの位置にある。
両隣の駅が急行停車駅である中、当駅には準急・通勤準急までしか停車しないが、駅周辺に高校が複数あり地域住民の利用率も高いことから乗降客数は北隣の枚方公園駅を上回る。

## 歴史
当駅の前後の区間は当初併用軌道で敷設され、1931年に線路を道路の横に移設して専用軌道化している。
1998年に現在の橋上駅舎が使用開始されたが、それ以前はホーム同士を結ぶ連絡通路がなく、改札もホーム毎に分かれていた。そのため、多客時には駅のそばの踏切で、遮断機が下がろうとしても無理に通行する客が多く見られ、実際には駅務員により遮断棒を押さえて通行させていた。当時は上りホームの大阪寄りにラッシュ時用の臨時改札口があったが、橋上駅舎化に伴い閉鎖された。

### 年表
- 1910年（明治43年）12月15日：京阪本線の香里（現・香里園） - 枚方（現・枚方公園）間に新設開業[3]。
- 1926年（大正15年）4月24日：駅新築移設[3]。
- 1931年（昭和6年）7月21日：駅の両側の併用軌道が新設軌道となる[2]。
- 1939年（昭和14年）3月1日：大阪陸軍兵器支廠禁野倉庫の爆発事故で被災、京阪線は3月4日に復旧するも駅再開は同月6日までかかる[4]。
- 1943年（昭和18年）10月1日：会社合併により京阪神急行電鉄（現・阪急電鉄）の駅となる。
- 1949年（昭和24年）12月1日：会社分離により京阪電気鉄道の駅となる。
- 1969年（昭和44年）8月10日：列車接近自動放送装置を新設、使用開始[5]。
- 1970年（昭和45年）5月10日：構内旅客用通路を廃止、上り改札口新設[3]。
- 1985年（昭和60年）4月17日：上りホーム下にホーム転落検知装置を設置し運用開始[6]。
- 1995年（平成7年）3月25日：上りホーム改札口に自動改札機4基を設置、使用開始[7]。
- 1998年（平成10年）11月29日：橋上駅舎の使用開始。身障者対応エレベーター2基・エスカレーター4基付き[8]
- 1999年（平成11年）3月15日：エレベーター1基を増設[9]。
- 2005年（平成17年）2月23日：ホーム異常通報装置を新設[10]。
- 2012年（平成24年）
  - 5月31日：出町柳方面行ホームの一部を拡幅工事竣工[11]。
  - 9月1日：淀屋橋方面行ホームの一部を拡幅・エスカレーター設置工事竣工、使用開始[12]。
- 2013年（平成25年）12月6日：出町柳方面行ホーム下の照明装置をLEDに更新[13]。
- 2017年（平成29年）8月30日：出町柳方面行ホームには「注意喚起シート（ホーム端の紅白縞模様）」が設置された[14]。
- 2019年（令和元年）9月：駅構内のトイレ、リニューアル工事竣工。個室はすべて洋式トイレに[15]。

## 駅構造
相対式2面2線のホームを持つ橋上駅。改札口は1ヶ所のみ。エレベーター設備は入口・ホームともに完備。両ホームとも有効長は8両。
半径約500 mの急カーブ上に駅が作られており、制限速度95 km/hで通過する優等列車に合わせてカントが設けられているため、停車列車は大きく傾く。そのため、上り列車の場合はホームと列車の間に隙間が生じるため、注意喚起放送を流し、ホーム端を紅白縞模様「注意喚起シート」を付けて隙間を目立つようにしてある。さらに隙間の下からLED照明で照らし、転落した場合に備え転落検知装置が設置されている。
案内放送は簡易式であり、車種・行先の案内は行われていない。また、先述の通りホームがカーブとなっているため、下り通過列車は必ず警笛を鳴らす。

### のりば
| 番線 | 路線      | 方向 | 行先                 |
| ---- | --------- | ---- | -------------------- |
| 1    | ■京阪本線 | 上り | 三条・出町柳方面     |
| 2    | ■京阪本線 | 下り | 淀屋橋・中之島線方面 |

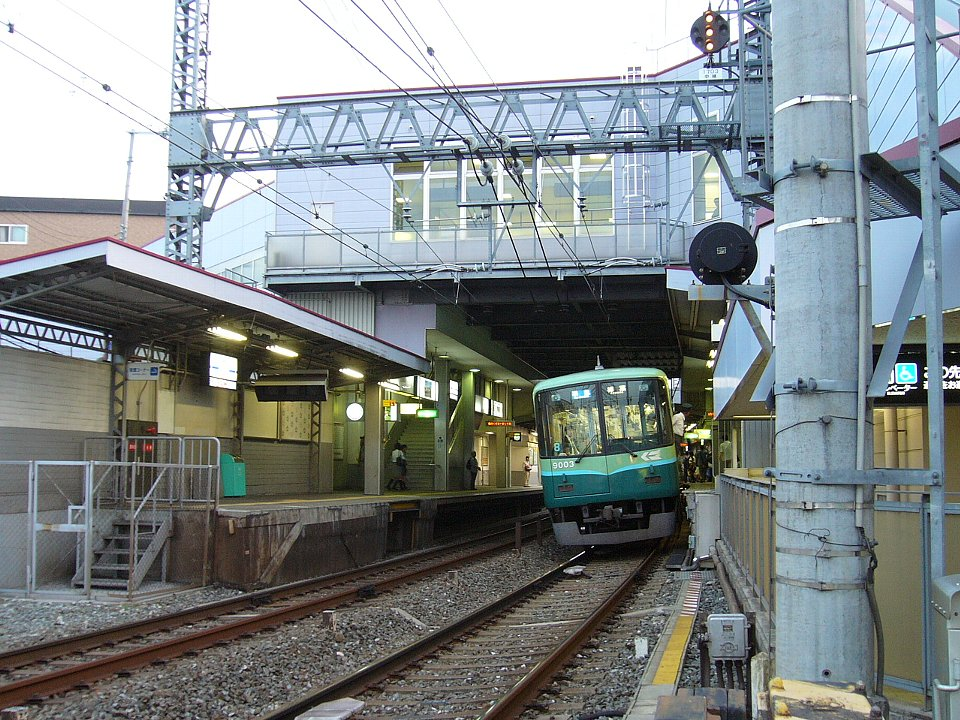
駅北側から構内を望む（2006年9月）
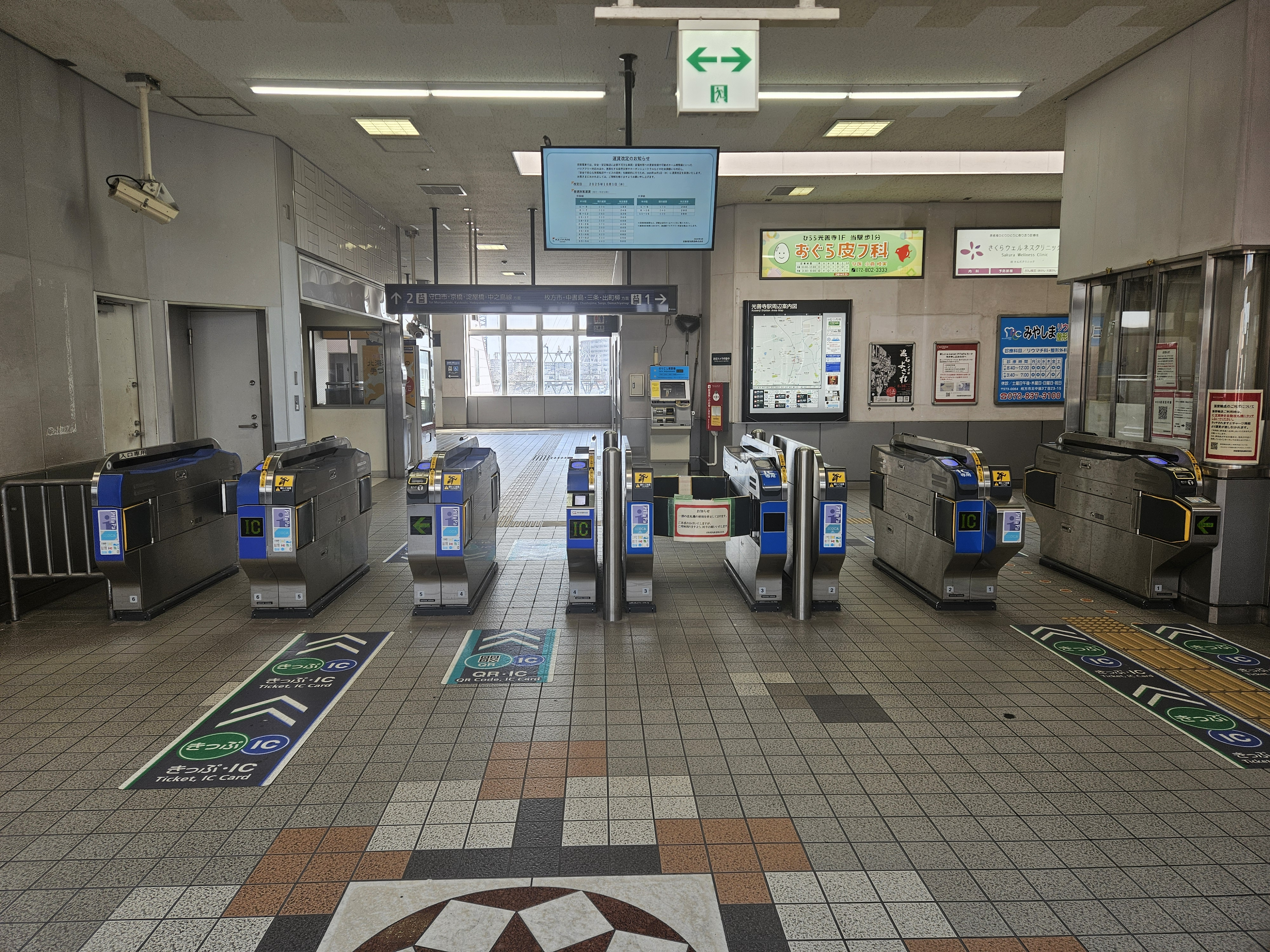
改札口（2025年8月）
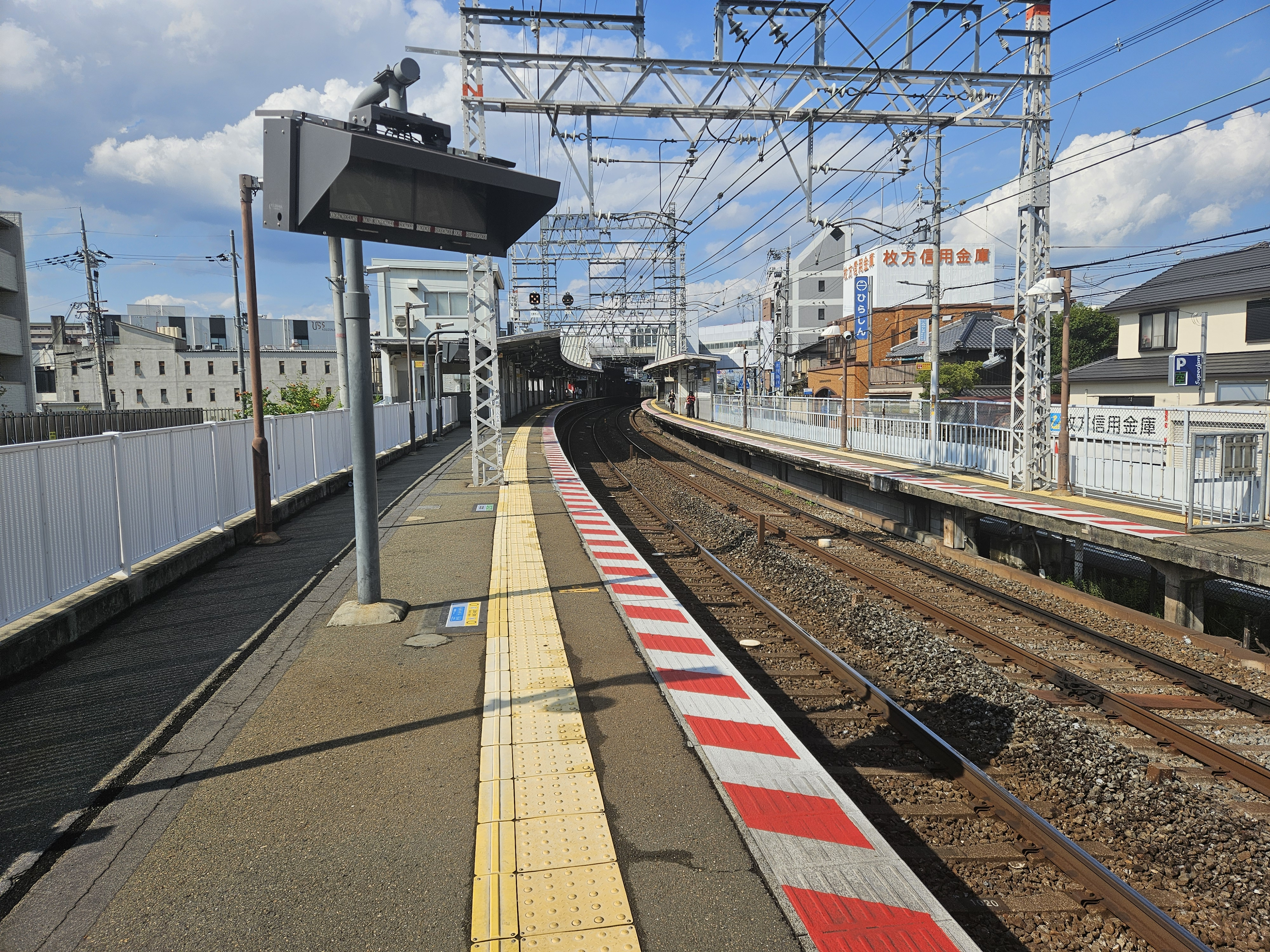
プラットホーム（2025年8月）
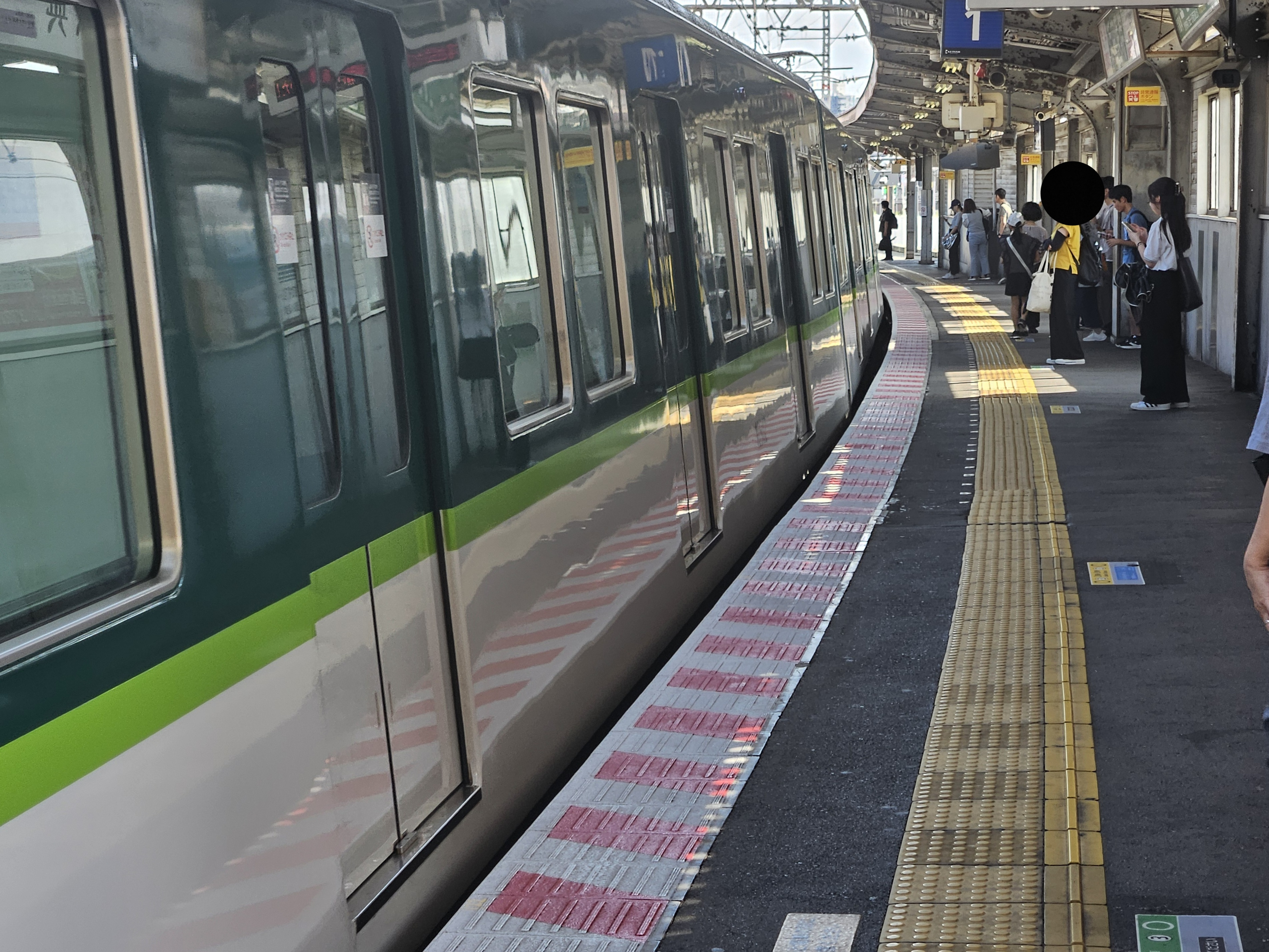
カーブの途中に駅があるため停車中の車両が大きく傾いている（2025年8月）

## 利用状況
2022年（令和4年）度のある特定日における1日の乗降人員は18,271人（乗車人員：9,446人、降車人員：8,825人）である。
各年度の特定日における1日利用状況は下表の通りである。
| 年度               | 乗車人員 | 降車人員 | 乗降人員 | 出典          | 出典          |
| 年度               | 乗車人員 | 降車人員 | 乗降人員 | 大阪府        | 枚方市        |
| ------------------ | -------- | -------- | -------- | ------------- | ------------- |
| 1966年（昭和41年） | 5,858    | -        | -        | [ 大阪府 1 ]  | -             |
| 1967年（昭和42年） | 6,901    | -        | -        | [ 大阪府 2 ]  | -             |
| 1968年（昭和43年） | 7,203    | -        | -        | [ 大阪府 3 ]  | -             |
| 1969年（昭和44年） | 7,842    | -        | -        | [ 大阪府 4 ]  | -             |
| 1970年（昭和45年） | 8,644    | -        | -        | [ 大阪府 5 ]  | -             |
| 1971年（昭和46年） | 8,757    | -        | -        | [ 大阪府 6 ]  | -             |
| 1972年（昭和47年） | 9,076    | -        | -        | [ 大阪府 7 ]  | -             |
| 1973年（昭和48年） | 8,862    | -        | -        | [ 大阪府 8 ]  | -             |
| 1974年（昭和49年） | 8,850    | -        | -        | [ 大阪府 9 ]  | -             |
| 1975年（昭和50年） | 8,839    | -        | -        | [ 大阪府 10 ] | -             |
| 1976年（昭和51年） | 9,065    | -        | -        | [ 大阪府 11 ] | -             |
| 1977年（昭和52年） | 9,198    | -        | -        | [ 大阪府 12 ] | -             |
| 1978年（昭和53年） | 8,976    | -        | -        | [ 大阪府 13 ] | -             |
| 1979年（昭和54年） | 9,642    | -        | -        | [ 大阪府 14 ] | -             |
| 1980年（昭和55年） | 10,463   | -        | -        | [ 大阪府 15 ] | -             |
| 1981年（昭和56年） | 10,809   | -        | -        | [ 大阪府 16 ] | -             |
| 1982年（昭和57年） | 12,457   | 11,826   | 24,283   | [ 大阪府 17 ] | -             |
| 1983年（昭和58年） | 11,837   | 11,557   | 23,394   | [ 大阪府 18 ] | -             |
| 1984年（昭和59年） | 11,561   | 11,038   | 22,599   | [ 大阪府 19 ] | -             |
| 1985年（昭和60年） | 11,722   | 11,431   | 23,153   | [ 大阪府 20 ] | -             |
| 1986年（昭和61年） | 12,055   | 11,426   | 23,481   | [ 大阪府 21 ] | -             |
| 1987年（昭和62年） | 12,286   | 11,816   | 24,102   | [ 大阪府 22 ] | -             |
| 1988年（昭和63年） | 12,585   | 11,772   | 24,357   | [ 大阪府 23 ] | -             |
| 1989年（平成元年） | 12,792   | 12,407   | 25,199   | [ 大阪府 24 ] | -             |
| 1990年（平成02年） | 13,012   | 12,509   | 25,521   | [ 大阪府 25 ] | -             |
| 1991年（平成03年） | -        | -        | -        | [ 大阪府 26 ] | -             |
| 1992年（平成04年） | 13,550   | 13,092   | 26,642   | [ 大阪府 27 ] | -             |
| 1993年（平成05年） | -        | -        | -        | [ 大阪府 28 ] | -             |
| 1994年（平成06年） | -        | -        | -        | [ 大阪府 29 ] | -             |
| 1995年（平成07年） | 13,052   | 12,448   | 25,500   | [ 大阪府 30 ] | -             |
| 1996年（平成08年） | -        | -        | -        | [ 大阪府 31 ] | -             |
| 1997年（平成09年） | -        | -        | -        | [ 大阪府 32 ] | -             |
| 1998年（平成10年） | 12,079   | 11,836   | 23,915   | [ 大阪府 33 ] | -             |
| 1999年（平成11年） | -        | -        | -        | [ 大阪府 34 ] | -             |
| 2000年（平成12年） | 12,153   | 11,645   | 23,798   | [ 大阪府 35 ] | -             |
| 2001年（平成13年） | -        | -        | -        | [ 大阪府 36 ] | -             |
| 2002年（平成14年） | 12,062   | 11,440   | 23,502   | [ 大阪府 37 ] | [ 枚方市 1 ]  |
| 2003年（平成15年） | 11,918   | 11,255   | 23,173   | [ 大阪府 38 ] | [ 枚方市 1 ]  |
| 2004年（平成16年） | 11,925   | 11,245   | 23,170   | [ 大阪府 39 ] | [ 枚方市 1 ]  |
| 2005年（平成17年） | 11,993   | 11,192   | 23,185   | [ 大阪府 40 ] | [ 枚方市 1 ]  |
| 2006年（平成18年） | 11,794   | 11,190   | 22,984   | [ 大阪府 41 ] | [ 枚方市 1 ]  |
| 2007年（平成19年） | 11,893   | 11,281   | 23,174   | [ 大阪府 42 ] | [ 枚方市 2 ]  |
| 2008年（平成20年） | 11,767   | 11,171   | 22,938   | [ 大阪府 43 ] | [ 枚方市 3 ]  |
| 2009年（平成21年） | 11,444   | 10,622   | 22,066   | [ 大阪府 44 ] | [ 枚方市 4 ]  |
| 2010年（平成22年） | 11,388   | 10,636   | 22,024   | [ 大阪府 45 ] | [ 枚方市 5 ]  |
| 2011年（平成23年） | 11,279   | 10,575   | 21,854   | [ 大阪府 46 ] | [ 枚方市 6 ]  |
| 2012年（平成24年） | 11,042   | 10,377   | 21,419   | [ 大阪府 47 ] | [ 枚方市 7 ]  |
| 2013年（平成25年） | 10,993   | 10,398   | 21,391   | [ 大阪府 48 ] | [ 枚方市 8 ]  |
| 2014年（平成26年） | 10,840   | 10,161   | 21,001   | [ 大阪府 49 ] | [ 枚方市 9 ]  |
| 2015年（平成27年） | 10,818   | 10,132   | 20,950   | [ 大阪府 50 ] | [ 枚方市 10 ] |
| 2016年（平成28年） | 10,983   | 10,230   | 21,213   | [ 大阪府 51 ] | [ 枚方市 11 ] |
| 2017年（平成29年） | 10,840   | 10,178   | 21,018   | [ 大阪府 52 ] | [ 枚方市 12 ] |
| 2018年（平成30年） | 10,937   | 10,247   | 21,184   | [ 大阪府 53 ] | [ 枚方市 13 ] |
| 2019年（令和元年） | 11,242   | 10,557   | 21,799   | [ 大阪府 54 ] | [ 枚方市 14 ] |
| 2020年（令和02年） | 9,738    | 9,254    | 18,992   | [ 大阪府 55 ] | [ 枚方市 15 ] |
| 2021年（令和03年） | 9,486    | 9,040    | 18,526   | [ 大阪府 56 ] | [ 枚方市 16 ] |
| 2022年（令和04年） | 9,446    | 8,825    | 18,271   | [ 大阪府 57 ] | [ 枚方市 17 ] |
| 2023年（令和05年） | 9,472    | 8,894    | 18,366   | [ 大阪府 58 ] | [ 枚方市 18 ] |

## 駅周辺
駅周辺には光善寺駅前デパートなどスーパーがある。
- 光善寺 - 駅名の由来となった寺院
- 創価学会 京阪文化会館
- 蹉跎天満宮
- 枚方中振郵便局
- 枚方市立蹉跎生涯学習センター
- 枚方市立蹉跎図書館
- 枚方市立老人福祉センター楽寿荘
- 吉田病院
- 大阪府立香里丘高等学校
- 大阪府立いちりつ高等学校
- 関西創価小学校

## バス路線
京阪線のすぐ東側を並走する大阪府道21号八尾枚方線沿いに京阪バスの停留所がある。停留所名は「光善寺駅」。
香里団地方面の路線で、交野営業所の小型車で運行されている。
この停留所の1つ北隣には「光善寺駅口」停留所もあるが利用できる路線は同じ。
| のりば | 路線名         | 系統・行先                   | 備考                                 |
| ------ | -------------- | ---------------------------- | ------------------------------------ |
| 北行き | 東中振山之上線 | い号経路：香里ヶ丘八丁目方面 | 循環路線。一部は香里ヶ丘八丁目止まり |
| 南行き | 東中振山之上線 | い号経路：京阪香里園         |                                      |

## その他
国土交通省は枚方公園駅 - 香里園駅を連続立体交差化事業の対象としており、当駅についても高架化されることとなった。2013年に基本設計がまとめられ、2014年より用地取得を開始、仮線を引き1線ずつ高架化される計画で2028年完成予定。なお当駅は現在地より京都側の直線部に移設される。

## 隣の駅
京阪電気鉄道
京阪本線
■快速特急「洛楽」・□ライナー・■特急・■通勤快急・■快速急行・■急行
通過
■通勤準急（平日朝下りのみ運転）・■準急・■区間急行・■普通
香里園駅 (KH18) - 光善寺駅 (KH19) - 枚方公園駅 (KH20)
- （）内は駅番号を示す。

### 記事本文

### 利用状況の出典
1. ↑  大阪府統計年鑑 - 大阪府
2. ↑  枚方市統計書 - 枚方市

大阪府統計年鑑
1. ↑  大阪府統計年鑑（昭和42年） (PDF)
2. ↑  大阪府統計年鑑（昭和43年） (PDF)
3. ↑  大阪府統計年鑑（昭和44年） (PDF)
4. ↑  大阪府統計年鑑（昭和45年） (PDF)
5. ↑  大阪府統計年鑑（昭和46年） (PDF)
6. ↑  大阪府統計年鑑（昭和47年） (PDF)
7. ↑  大阪府統計年鑑（昭和48年） (PDF)
8. ↑  大阪府統計年鑑（昭和49年） (PDF)
9. ↑  大阪府統計年鑑（昭和50年） (PDF)
10. ↑  大阪府統計年鑑（昭和51年） (PDF)
11. ↑  大阪府統計年鑑（昭和52年） (PDF)
12. ↑  大阪府統計年鑑（昭和53年） (PDF)
13. ↑  大阪府統計年鑑（昭和54年） (PDF)
14. ↑  大阪府統計年鑑（昭和55年） (PDF)
15. ↑  大阪府統計年鑑（昭和56年） (PDF)
16. ↑  大阪府統計年鑑（昭和57年） (PDF)
17. ↑  大阪府統計年鑑（昭和58年） (PDF)
18. ↑  大阪府統計年鑑（昭和59年） (PDF)
19. ↑  大阪府統計年鑑（昭和60年） (PDF)
20. ↑  大阪府統計年鑑（昭和61年） (PDF)
21. ↑  大阪府統計年鑑（昭和62年） (PDF)
22. ↑  大阪府統計年鑑（昭和63年） (PDF)
23. ↑  大阪府統計年鑑（平成元年） (PDF)
24. ↑  大阪府統計年鑑（平成2年） (PDF)
25. ↑  大阪府統計年鑑（平成3年） (PDF)
26. ↑  大阪府統計年鑑（平成4年） (PDF)
27. ↑  大阪府統計年鑑（平成5年） (PDF)
28. ↑  大阪府統計年鑑（平成6年） (PDF)
29. ↑  大阪府統計年鑑（平成7年） (PDF)
30. ↑  大阪府統計年鑑（平成8年） (PDF)
31. ↑  大阪府統計年鑑（平成9年） (PDF)
32. ↑  大阪府統計年鑑（平成10年） (PDF)
33. ↑  大阪府統計年鑑（平成11年） (PDF)
34. ↑  大阪府統計年鑑（平成12年） (PDF)
35. ↑  大阪府統計年鑑（平成13年） (PDF)
36. ↑  大阪府統計年鑑（平成14年） (PDF)
37. ↑  大阪府統計年鑑（平成15年） (PDF)
38. ↑  大阪府統計年鑑（平成16年） (PDF)
39. ↑  大阪府統計年鑑（平成17年） (PDF)
40. ↑  大阪府統計年鑑（平成18年） (PDF)
41. ↑  大阪府統計年鑑（平成19年） (PDF)
42. ↑  大阪府統計年鑑（平成20年） (PDF)
43. ↑  大阪府統計年鑑（平成21年） (PDF)
44. ↑  大阪府統計年鑑（平成22年） (PDF)
45. ↑  大阪府統計年鑑（平成23年） (PDF)
46. ↑  大阪府統計年鑑（平成24年） (PDF)
47. ↑  大阪府統計年鑑（平成25年） (PDF)
48. ↑  大阪府統計年鑑（平成26年） (PDF)
49. ↑  大阪府統計年鑑（平成27年） (PDF)
50. ↑  大阪府統計年鑑（平成28年） (PDF)
51. ↑  大阪府統計年鑑（平成29年） (PDF)
52. ↑  大阪府統計年鑑（平成30年） (PDF)
53. ↑  大阪府統計年鑑（令和元年） (PDF)
54. ↑  大阪府統計年鑑（令和2年） (PDF)
55. ↑  大阪府統計年鑑（令和3年） (PDF)
56. ↑  大阪府統計年鑑（令和4年） (PDF)
57. ↑  大阪府統計年鑑（令和5年） (PDF)
58. ↑  大阪府統計年鑑（令和6年）

枚方市統計書
1. 1 2 3 4 5  第37回枚方市統計書（平成19年版） 09-2.京阪電鉄各駅の乗降車人員 (PDF)  - 枚方市
2. ↑  第38回枚方市統計書（平成20年版） 09-2.京阪電鉄各駅の乗降車人員 (PDF)  - 枚方市
3. ↑  第39回枚方市統計書（平成21年版） 09-2.京阪電鉄各駅の乗降車人員 (PDF)  - 枚方市
4. ↑  第40回枚方市統計書（平成22年版） 09-2.京阪電鉄各駅の乗降車人員 (PDF)  - 枚方市
5. ↑  第41回枚方市統計書（平成23年版） 09-2.京阪電鉄各駅の乗降車人員 (PDF)  - 枚方市
6. ↑  第42回枚方市統計書（平成24年版） 09-2.京阪電鉄各駅の乗降車人員 (PDF)  - 枚方市
7. ↑  第43回枚方市統計書（平成25年版） 09-2.京阪電鉄各駅の乗降車人員 (PDF)  - 枚方市
8. ↑  第44回枚方市統計書（平成26年版） 09-2.京阪電鉄各駅の乗降車人員 (PDF)  - 枚方市
9. ↑  第45回枚方市統計書（平成27年版） 09-2.京阪電鉄各駅の乗降車人員 (PDF)  - 枚方市
10. ↑  第46回枚方市統計書（平成28年版） 09-2.京阪電鉄各駅の乗降車人員 (PDF)  - 枚方市
11. ↑  第47回枚方市統計書（平成29年版） 09-2.京阪電鉄各駅の乗降車人員 (PDF)  - 枚方市
12. ↑  第48回枚方市統計書（平成30年版） 09-2.京阪電鉄各駅の乗降車人員 (PDF)  - 枚方市
13. ↑  第49回枚方市統計書（令和元年版） 09-2.京阪電鉄各駅の乗降車人員 (PDF)  - 枚方市
14. ↑  第50回枚方市統計書（令和2年版） 09-2.京阪電鉄各駅の乗降車人員 (PDF)  - 枚方市
15. ↑  第51回枚方市統計書（令和3年版） 09-2.京阪電鉄各駅の乗降車人員 (PDF)  - 枚方市
16. ↑  第52回枚方市統計書（令和4年版） 09-2.京阪電鉄各駅の乗降車人員 (PDF)  - 枚方市
17. ↑  第53回枚方市統計書（令和5年版） 09-2.京阪電鉄各駅の乗降車人員 (PDF)  - 枚方市
18. ↑  第54回枚方市統計書（令和6年版） 09-2.京阪電鉄各駅の乗降車人員 (PDF)  - 枚方市